# Calypogeia muscicola
Calypogeia muscicola là một loài rêu trong họ Calypogeiaceae. Loài này được Steph. mô tả khoa học đầu tiên năm 1916.